# Carl Debrois van Bruyck
Carl Debrois van Bruyck (* 14. März 1828 in Brünn, Mähren; † 2. August 1902 in Waidhofen an der Ybbs, Niederösterreich) war ein österreichischer Pianist, Komponist und Musikschriftsteller.

## Leben
Debrois van Bruyck war der Sohn eines Rechnungsrates, der 1830 mit seinen Eltern nach Wien übersiedelte. Er studierte dort Jura, gab das Studium aber wieder auf, um Komposition bei Johann Rufinatscha zu studieren. Bald darauf begann er eine fruchtbare Tätigkeit als Musikkritiker verschiedener Zeitungen und Zeitschriften. 1856 bis 1863 war er, als Nachfolger von Eduard Hanslick, Musikkritiker der Wiener Zeitung. Zu seinem Freundeskreis zählten die Schriftsteller Friedrich Hebbel, Robert Hamerling, Paul Heyse und Graf Emerich von Stadion, der ihn lebenslänglich mit einer jährlichen Rente von 300 Gulden unterstützte. 1874 zog er sich nach Waidhofen zurück, wo er sich gänzlich seinem Schaffen widmete.
Er ist später in erster Linie als besonderer Verehrer des Komponisten Robert Schumann bekanntgeworden. Er vertonte u. a. Gedichte des mit ihm befreundeten Friedrich Hebbel. Debrois van Bruyck legte seine Autobiographie vor. Seine schriftlichen Hinterlassenschaften befinden sich in der Musik- und Handschriftensammlung der Wienbibliothek im Rathaus.

## Werke
- Die Entwicklung der Clavier-Musik von Bach bis Schumann, in: Paul Graf von Waldersee, Sammlung musikalischer Vorträge, Leipzig: Breitkopf und Härtel 1879, S. 81–120
- Technische und ästhetische Analysen des wohltemperierten Klaviers, nebst einer allgemeinen, Sebastian Bach und die sogenannte kontrapunktische Kunst betreffende Einleitung. Breitkopf & Härtel, 3. Auflage, Leipzig 1925.